# Salomonlorikit
Salomonlorikit (Vini margarethae) är en fågel i familjen östpapegojor inom ordningen papegojfåglar.

## Utbredning och systematik
Fågeln förekommer i bergsskogar på Salomonöarna (inklusive Bougainville). Den behandlas som monotypisk, det vill säga att den inte delas in i några underarter.

### Släktestillhörighet
Salomonlorikiten placeras traditionellt i Charmosyna, men genetiska studier visar att arterna i släktet inte står varandra närmast. Initialt lyftes den ut som ensam art i släktet Charmosynoides, men sedermera har detta inkluderats i ett mer expanderat Vini.

## Status och hot
Arten har ett stort utbredningsområde, men tros minska i antal, dock inte tillräckligt kraftigt för att den ska betraktas som hotad. Internationella naturvårdsunionen IUCN listar arten som livskraftig (LC).

## Namn
Fågelns vetenskapliga artnamn hedrar prinsessan Luise Margarete av Preussen (1860-1917).